# Zeki Demirkubuz
Zeki Demirkubuz (Isparta, 1 d'octubre de 1964) és un director de cinema turc. La seva pel·lícula Kader (Destí) va guanyar el Festival Internacional de Cinema d'Antalya el 2006. Demirkubuz va ser cap del jurat del Festival Internacional de Cinema d'Istanbul el 2015.

## Biografia
Zeki Demirkubuz va néixer a Isparta en una família de petits comerciants. Després del col·legi, es va traslladar a Istanbul on abandona molt ràpidament l'institut i porta a terme petits treballs com el de venedor ambulant. Parlant d'aquest temps es descriu a si mateix com un lumpenproletari. Mentrestant, s'uneix a una organització maoista (Partit Comunista de Turquia/marxista-leninista, TI,KKO) prop del revolucionari comunista Ibrahim Kaypakkaya. Per tant, és arrestat després del cop d'estat de 1980 i ha d'anar a la presó. Darrere els barrots, malgrat la tortura, es cultiva i descobreix les obres de Balzac, Steinbeck i Fiódor Dostoievski. És finalment alliberat després de 3 anys. Després completa el batxillerat i comença els seus estudis de periodisme a la Universitat d'Istanbul. Coneix el cineasta Zeki Ökten per casualitat, i es converteix en el seu ajudant de direcció des de l'any 1985. Desitjant escriure la seva vida en forma de novel·les, decideix finalment fer la seva primera pel·lícula el 1995, després de l'assessorament d'Ökten. Es va convertir en internacionalment conegut el 1997 amb Masumiyet, que es projecta al Festival de cinema de Venècia. Les seves següents pel·lícules també s'ha projectat en festivals internacionals de cinema. Per a L'Humanité, Demirkubuz és un dels cineastes turcs reconeguts internacionalment, però les seves pel·lícules 
| « | només interessen en el seu propi país a alguns cinèfils | » |

. 

A la pregunta 
| « | Com definir el vostre cinema? | » |

 de Libération, respon:

| « | Faig films amb el meu cor, és tot el que compta. Faig films amb la meva còlera contra la vida tal com és, contra el sistema. El cinema queda l'únic que permet expressar els dos nivells de la vida, en profunditat i en superfície. És per a ajudar-nos a comprendre, a descobrir, per respondre a qüestions i tornar a posar-nos preguntes. De vegades, el cinema em fa la impressió d'un amic en el qual descobreixo sobtadament els signes d'un comportament diabòlic: és com això el cinema, profund i ambigu. | » |

## Filmografia
- 1994: C Blok
- 1996: Baris Ekspresi (documental sobre el Conflicte turcokurd)
- 1997: Masumiyet
- 1999: Üçüncü Sayfa
- 2001: İtiraf
- 2001: Yazgı
- 2003: Bekleme Odası
- 2006: Kader
- 2009: Kıskanmak
- 2012: Yeraltı
- 2015: Bulantı
- 2016: Kor